# Мисс США 1958
Мисс США 1958 (англ. Miss USA 1958) — седьмой конкурс красоты Мисс США прошедший 23 июля 1958 года, в Long Beach Municipal Auditorium, Лонг-Бич, Калифорния. Победительницей конкурса стала Арлин Хауэлл из штата Луизиана.

## Результаты
| Итоговое место | Участница |
| -------------- | --- |
| Мисс США 1958  | - Луизиана — Арлин Хауэлл |
| 1-я Вице Мисс  | - Флорида — Марсия Валибус |
| 2-я Вице Мисс  | - Алабама — Джудит Карлсон |
| 3-я Вице Мисс  | - Иллинойс — Джун Пикни |
| 4-я Вице Мисс  | - Джорджия — Дайана Остин |
| Топ 10         | - Калифорния — Донна Брукс - Монтана — Шэрон Тьетьен - Небраска — Ди Кьельдгаард - Нью-Йорк — Виргджиния Фокс - Южная Каролина — Патриция Мосс - Южная Дакота — Хелен Янггист - Теннесси — Марта Боалес - Техас — Линда Доурти - Юта — Сандра Пу - Вашингтон — Роза Нильсен |

## Штаты-участницы
| - Алабама — Джудит Карлсон - Аризона — Ширли Фокс - Арканзас — Нэнси Хилл - Калифорния — Донна Брукс - Колорадо — Девона Хубка - Коннектикут — Дороти Диллен - Делавэр — Вирджиния Джефферсон - Вашингтон (округ Колумбия) — Бетти Сью Робертсон - Флорида — Марсия Валибус - Джорджия — Дайан Остин - Айдахо — Жанетт Эштон - Иллинойс — Джун Пикни - Индиана — Ширли Болл - Айова — Сандра Олсен - Кентукки — Шеннон Бизли - Луизиана — Эурлин Хауэлл - Мэн — Карен Хансен - Мэриленд — Патрисия Фогтс - Массачусетс — Салли Фридман - Мичиган — Ширли Блэк - Миннесота — Сью Бушар - Миссури — Беверли Райт - Монтана — Шэрон Титджен | - Небраска — Ди Кьельдгаард - Невада — Терри Джефферс - Нью-Гэмпшир — Патрисия Ларраби - Нью-Джерси — Фэй Хазенауэр - Нью-Мексико — Сэнди Буллис - Нью-Йорк — Вирджиния Фокс - Северная Каролина — Кэрол Эдвардс - Северная Дакота — Диана Спидал - Огайо — Синди Гаррисон - Пенсильвания — Натали Ди - Филадельфия — Кэтлин Коньерс - Род-Айленд — Клэр ди Паоло - Южная Каролина — Патрисия Мосс - Южная Дакота — Хелен Янгквист - Теннесси — Марта Боалес - Техас — Линда Догерти - Юта — Сандра Пью - Вермонт — Дорин МакНэми - Виргиния — Бетти Марш - Вашингтон — Роуз Нильсен - Западная Виргиния — Мэри Энн Гатри - Вайоминг — Дороти Кочирас |